# Bulbophyllum pentastichum
Bulbophyllum pentastichum är en orkidéart som först beskrevs av Ernst Hugo Heinrich Pfitzer och Friedrich Fritz Wilhelm Ludwig Kraenzlin, och fick sitt nu gällande namn av Rudolf Schlechter. Bulbophyllum pentastichum ingår i släktet Bulbophyllum och familjen orkidéer.
Artens utbredningsområde är Madagaskar.

## Underarter
Arten delas in i följande underarter:
- B. p. pentastichum
- B. p. rostratum